# Valérie Masson-Delmotte
Pour les articles homonymes, voir Masson et Delmotte.
Valérie Masson-Delmotte, née le 29 octobre 1971 à Nancy, est une paléoclimatologue française.
Elle est directrice de recherche au CEA. Elle est coprésidente du groupe no 1 du GIEC de 2015 à 2023. Elle fait partie des 100 personnes les plus influentes du monde en 2022, selon le magazine Time.
Elle est membre du Haut Conseil pour le climat, et du Comité consultatif national d'éthique pour les sciences de la vie et de la santé.
Valérie Masson-Delmotte entre à l'Académie des sciences en juin 2025.

## Biographie

### Formation et famille
Valérie Masson-Delmotte est la fille de professeurs d'anglais. Elle est diplômée de l'École centrale Paris en 1993. Elle soutient en 1996 une thèse de doctorat en physique des fluides et des transferts à l'École centrale Paris sur la « Simulation du climat de l'holocène moyen à l’aide de modèles de circulation générale de l'atmosphère ; impacts des paramétrisations ».
Elle est mariée avec l'ingénieur de recherche en climatologie Marc Delmotte, le couple a deux filles.

### Carrière scientifique et impacts
Depuis 1993, remarquée par Jean Jouzel, elle est chercheuse au  Laboratoire des sciences du climat et de l'environnement du Commissariat à l'énergie atomique (CEA),.
Depuis 2008, elle est directrice de recherche au CEA. Ses recherches portent sur l'évolution des climats passés et l'impact du climat futur. Elle a notamment participé à la reconstitution de la concentration en gaz à effet de serre de l'atmosphère sur les 800 000 dernières années. Elle a également travaillé sur l'impact du réchauffement climatique sur l'Antarctique en 2017. Elle avait contribué, en 2018, à plus de deux cents publications scientifiques,.
Valérie Masson-Delmotte a été en pointe dans la lutte contre le climatoscepticisme. En particulier, elle est à l'origine de l'appel des 600, en 2010, qui rassemblait environ 600 spécialistes du climat critiquant le « dénigrement », les « accusations ou affirmations péremptoires » ainsi que les « erreurs » de Claude Allègre ou Vincent Courtillot sur le sujet. Cet appel demandait aux instances scientifiques et politiques une réaction vis-à-vis des critiques dont ces climatologues étaient l'objet de la part de ces scientifiques niant la responsabilité humaine dans les changements climatiques,,.
Elle a publié Climat. Le vrai et le faux, dont le but est de démonter les arguments climato-sceptiques et de montrer que les auteurs climato-sceptiques s'appuient largement sur des arguments développés dans la blogosphère anglophone. Selon elle, en France, les climato-sceptiques sont notamment motivés par l'idée que la technique « permet et permettra de régler tous les problèmes ».
Elle fait partie de nombreux projets nationaux et internationaux dont le Groupe d'experts intergouvernemental sur l'évolution du climat (GIEC). Elle a contribué à la rédaction des quatrième et cinquième rapports du GIEC. Le 7 octobre 2015, elle est élue co-présidente avec le climatologue chinois Panmao Zhai (en) du groupe de travail no 1 du sixième rapport d'évaluation du GIEC, qui travaille sur les bases physiques du climat. Elle a occupé ce poste jusqu'au 28 juillet 2023, date à laquelle le bureau du GIEC a été renouvelé pour la rédaction du septième rapport d'évaluation. Elle est membre du Haut Conseil pour le climat, créé en 2018 et placé auprès du Premier ministre.
Elle est élue membre de l'Académie des technologies en 2019.
Le 22 avril 2022, elle est nommée au Comité consultatif national d'éthique pour les sciences de la vie et de la santé comme personnalité désignée par le président de la République appartenant aux principales familles philosophiques et spirituelles.
Valérie Masson-Delmotte est élue à l'Académie des sciences, à la Commission transition et environnement, en Janvier 2025. Elle y fait son entrée le vendredi 25 juin 2025.

### Médiation scientifique
Valérie Masson-Delmotte a écrit des ouvrages à destination des enfants, d'autres pour le grand public, afin d'expliquer les connaissances scientifiques sur l'évolution du climat et leurs impacts. Elle a également été commissaire de plusieurs expositions sur ces thèmes et fait de nombreuses conférences.
Elle effectue de la médiation scientifique dans les établissements scolaires ou dans les centres commerciaux pour toucher le plus grand nombre.
Elle a réalisé une critique scientifique du film Le Jour d'après.
À la suite de la canicule de l'été 2022, elle intervient le 31 août devant le président de la République Emmanuel Macron et le gouvernement au grand complet pour les former sur le changement climatique. Trente minutes de formation sont suivies d’un temps d’échange avec les ministres.

## Prises de position
En 2015, Valérie Masson-Delmotte a signé un appel, aux côtés d'une centaine de personnalités internationales, demandant à laisser les énergies fossiles dans le sol pour éviter un « crime climatique », comparé à un crime contre l'humanité.
En 2018, au début de la crise des Gilets jaunes, elle signe une tribune appelant à mettre en place une délibération citoyenne, qui trouve un débouché dans la Convention citoyenne pour le climat. Elle intervient lors du premier week-end de celle-ci, le 4 octobre 2019, afin de communiquer le socle d’informations minimales sur le réchauffement climatique,. À la question de la première mesure à prendre pour la transition, elle suggère que la publicité est source de confusion pour les Français et les empêche d'évoluer vers la sobriété. En 2022, elle regrette que « les mesures de la convention citoyenne pour le climat qui portaient sur la sobriété aient été écartées », ce qui lui donne l'impression d'une perte de temps.
En 2018, elle écrit une lettre au ministre de l'Éducation nationale pour que les sciences du climat soient mieux représentées dans les programmes du lycée. Selon elle, les nouveaux programmes sont un recul sur la manière d'aborder le sujet, un retour aux années 1950-1970, sans que l'influence humaine ne soit abordée. Le 20 juin 2019, Jean-Michel Blanquer saisit le Conseil supérieur des programmes pour ajouter « des contenus d'enseignement complémentaires sur les enjeux du changement climatique, du développement durable et de la biodiversité ». Celui-ci auditionne des experts du climat comme Valérie Masson-Delmotte et Jean Jouzel mais aussi François Gervais, physicien, spécialiste des supraconducteurs et climatosceptique.
Elle soutient les initiatives citoyennes telles que les traductions collaboratives des rapports du GIEC et s'interroge sur la possibilité de créer des résumés à l'intention des citoyens.
Lors d'une interview avec Le Monde en 2022, elle regrette que « la crise de l’énergie touche les plus fragiles, sans accompagnement adéquat » et que l'on ait baissé la fiscalité sur les carburants pour tous, ce qui « avantage ceux qui en consomment le plus ».
Elle tente de mettre en cohérence sa connaissance de l'urgence climatique avec son impact personnel carbone calculé avec l'outil MicMac, en étant végétarienne, en privilégiant les circuits courts et en se déplaçant en vélo à assistance électrique. Elle réduit ses voyages professionnels à ceux rendus nécessaires par sa fonction au sein du GIEC, qu'elle compense par des projets de reboisement en France gérés par Reforest'Action.
En avril 2023, elle s'exprime à la soirée de soutien aux Soulèvements de la Terre menacés de dissolution et y défend l'utilité des mouvements sociaux en tant que catalyseurs de la transition écologique et le droit à la liberté d'expression. Le 11 juin 2023, elle fait part de son « incompréhension » face à une action des Soulèvements de la terre lorsque ceux-ci ont arraché des plans de salade expérimentaux consommant moins d'eau et moins d'engrais,.
Elle est victime notamment avec Serge Zaka, Magali Reghezza-Zitt ainsi que Christophe Cassou de cyberharcèlement durant l'été 2023 à la suite du rachat de Twitter par le milliardaire Elon Musk.
En septembre 2023, elle soutient en se hissant à son tour dans un arbre, les opposants à la construction de l'autoroute A69 reliant Castres à Toulouse, jugée anachronique.

## Distinctions

### Prix et reconnaissance
Valérie Masson-Delmotte a reçu de nombreux prix :
- 2002 : grand prix Étienne-Roth de l'Académie des sciences avec Françoise Vimeux ;
- 2004 : collectivement avec le thème climat du LSCE, prix Louis D de l'Institut de France ;
- 2008 : prix Descartes de la Commission européenne pour la recherche collaborative transnationale EPICA de forage dans les glaces profondes de l'Antarctique ;
- 2011 : prix d'excellence scientifique de l'université de Versailles-Saint-Quentin-en-Yvelines ;
- 2013 : prix Irène-Joliot-Curie comme la femme scientifique de l'année[38] ;
- 2014 : prix de l'union rationaliste[39] ;
- 2015 : prix Martha T. Muse pour sa contribution à la science sur l'Antarctique[40] ;
- 2015 : prix Jean Perrin de popularisation scientifique[20] ;
- 2018 : Nature 10, les dix scientifiques qui ont le plus marqué l'année[41] ;
- 2019 : médaille d'argent du CNRS[42] ;
- 2020 : docteur honoris causa de l'université d'Utrecht[43] ;
- 2020 : médaille Milutin Milanković de l'Union européenne des géosciences[44] ;
- 2020 : médaille du Comité scientifique pour la recherche en Antarctique[45] ;
- 2020 : médaille d'or de l'Académie d'Agriculture de France[46] ;
- 2021 : docteur honoris causa de l'université de Liège[47] ;
- 2022 : Time 100[48],[49],[50],[51] ;
- 2023 : médaille d'or de l'Union géodésique et géophysique internationale pour son rôle majeur dans les relevés climatiques à partir de carottes de glace, élucidant les dépôts isotopiques sur la neige polaire, ainsi que pour ses contributions exceptionnelles à la sensibilisation de la société au changement climatique[52] ;
- 2024 : prix Frontiers of Knowledge de la Fondation BBVA aux côtés de Jean Jouzel, directeur de recherche émérite CNRS, Dorthe Dahl-Jensen, professeure à l’Université de Copenhague, Jakob Schwander et Thomas Stocker, chercheurs à l’Université de Bern[53].

### Décoration
- Chevalière de la Légion d'honneur (2018)[54].

## Ouvrages

### En tant qu'autrice
- Valérie Masson-Delmotte, Face au changement climatique, CNRS éditions, 2024, 96 p. (ISBN 9782271150462, lire en ligne)
- Climat : le vrai et le faux, Le Pommier, Paris, 2011, 208 p.  (ISBN 978-2-7465-0500-1)

### En collaboration
- Le Climat, De nos ancêtres à vos enfants, avec Bérengère Dubrulle, illustrations Cécile Gambini  (ISBN 2-7465-0239-9) (Le Pommier, Paris, 2005)
- Les Expéditions polaires, avec Yann Fastier et Gérard Jugie  (ISBN 978-2-7465-0311-3) (Le Pommier, Paris, 2007)
- Atmosphère, atmosphère, avec Didier Hauglustain et Jean Jouzel  (ISBN 978-2-7465-0384-7) (Le Pommier, Paris, 2008)
- Atmosphère : quel effet de serre !, avec Marc Delmotte, ill. de Charles Dutertre  (ISBN 978-2-7465-0444-8) (Le Pommier, Paris, 2009)
- Le Climat, la Terre et les Hommes, avec Jean Poitou et Pascale Braconnot  (ISBN 978-2759808816) (EDP Sciences, 2015)
- Parlons climat en 30 questions, avec Christophe Cassou  (ISBN 978-2-11-010055-9) (La Documentation française, 2015)
- Le Groenland. Climat, écologie, société, sous la dir. de Valérie Masson-Delmotte, avec Émilie Gauthier, David Grémillet, Jean-Michel Huctin et Didier Swingedouw  (ISBN 978-2-271-08170-4) (CNRS Éditions, 2016)
- Manifeste du Muséum. Quel futur sans nature ?, Luc Abbadie, Gilles Bœuf, Allain Bougrain-Dubourg, Claudine Cohen, Bruno David, Philippe Descola, Françoise Gaill, Jean Gayon, Thierry Hoquet, Philippe Janvier, Yvon Le Maho, Guillaume Lecointre, Valérie Masson-Delmotte, Armand de Ricqlès, Philippe Taquet, Stéphanie Thiébault, Frédérique Viard  (ISBN 978-2-8565-3811-1) (Reliefs/MNHN, 2017) [lire en ligne]